# Відстань Лі
У теорії кодування відстань Лі — відстань між двома рядками {\displaystyle x_{1}x_{2}\dots x_{n}} і {\displaystyle y_{1}y_{2}\dots y_{n}} однакової довжини n над q-арним алфавітом { 0, 1, …, q − 1 } розміру q ≥ 2. Це метрика що визначається як {\displaystyle \sum _{i=1}^{n}\min(|x_{i}-y_{i}|,\,q-|x_{i}-y_{i}|).}Якщо q = 2 або q = 3, відстань Лі збігається з відстанню Геммінга, оскільки обидві відстані дорівнюють 0 для двох однакових символів та 1 для двох різних символів. Для q > 3 це вже не так; відстань Лі між окремими буквами може бути більшою за 1. Однак, існує ізометрія Грея (бієкція зі збереженням ваги) між {\displaystyle \mathbb {Z} _{4}} з вагою Лі та {\displaystyle \mathbb {Z} _{2}^{2}} з вагою Геммінга.
Розглядаючи алфавіт як адитивну групу Zq, відстань Лі між двома окремими літерами {\displaystyle x} і {\displaystyle y} — довжина найкоротшого шляху в графі Келі (який є круговим, оскільки група циклічна) між ними. У загальнішому випадку, відстань Лі між двома рядками довжини n — це довжина найкоротшого шляху між ними в графі Келі {\displaystyle \mathbf {Z} _{q}^{n}}. Це також можна розглядати як фактор-метрику, що виникає внаслідок зменшення Zn на мангеттенську відстань за модулем ґратки qZn. Аналогічна фактор-метрика на факторі Zn за модулем довільної ґратки відома як Мангаймська метрика або Мангаймська відстань.
Метричний простір, індукований відстанню Лі, є дискретним аналогом еліптичного простору.

## Приклад
Якщо q = 6, то відстань Лі між 3140 та 2543 дорівнює 1 + 2 + 0 + 3 = 6.

## Історія та застосування
Відстань Лі названо на честь Вільяма Чі Юаня Лі (李始元). Її застосовують для фазової модуляції, тоді як відстань Геммінга використовують у випадку ортогональної модуляції.
Прикладом коду в метриці Лі є код Берлекампа. Іншими важливими прикладами є код Препарати та код Кердока; ці коди є нелінійними, якщо розглядати їх над полем, але лінійними над кільцем.